# ميلان بانديتش
ميلان بانديتش (بالكرواتية: Milan Bandić)‏ (و. 1955 – م) هو سياسي من كرواتيا. تولى منصب عمدة مدينة زغرب.